# Аспарухово (Плевенська область)
Аспару́хово (болг. Аспарухово) — село в Плевенській області Болгарії. Входить до складу общини Левський.

## Населення
За даними перепису населення 2011 року у селі проживали 608 осіб.
Національний склад населення села:
| Національність   | Кількість осіб | Відсоток |
| ---------------- | -------------- | -------- |
| болгари          | 302            | 85,6%    |
| цигани           | 29             | 8,2%     |
| турки            | 22             | 6,2%     |
| інша             | 0              | 0%       |
| не визначились   | 0              | 0%       |
| Всього відповіли | 353            |          |

Розподіл населення за віком у 2011 році:
Динаміка населення: